# Marcel Bidot
Pour les articles homonymes, voir Bidot.
Marcel Bidot, né le 21 décembre 1902 à Paris 4e et mort le 26 janvier 1995 à Saint-Lyé (Aube), est un coureur cycliste français. Il est professionnel de 1923 à 1939. Il est directeur technique de l'équipe de France de 1952 à 1969.

## Biographie
En 1930, il fait partie de l'équipe de France lors du Tour de France en compagnie de Charles Pélissier, Victor Fontan, Jules Merviel, Antonin Magne, Pierre Magne, Joseph Mauclair et André Leducq. Cette équipe va gagner la course grâce à André Leducq en obtenant douze victoires sur vingt et une étapes, dont huit de Charles Pélissier et deux d'André Leducq. Marcel Bidot est cinquième du Tour mais il ne remporte pas d'étape.
Après une carrière honorable, Marcel Bidot a surtout bâti sa notoriété en qualité de directeur technique. Son nom restera associé à celui de Jacques Anquetil, dont il a été le directeur technique pour l'équipe de France de 1953 à 1961.

### Une carrière de directeur sportif
Marcel Bidot est surtout connu comme directeur technique :
- de l’équipe de France de 1952 à 1961 et de 1967 à 1968 ;
- de l’équipe de France sur la Grande Boucle ;
- de l'équipe de France aux championnats du monde 1966, 1967 et 1968.

C'est lui qui a désigné Jacques Anquetil comme nouveau leader de l'équipe de France pour le Tour 1957* avec comme équipiers : Gilbert Bauvin, Louis Bergaud, Albert Bouvet, André Darrigade, Jean Forestier, François Mahé, René Privat, Jean Stablinski et Roger Walkowiak.
En 1957, l'équipe de France avec Jacques Anquetil comme leader fait un triomphe avec douze étapes remportées sur vingt-trois. Ils gagnent le maillot vert avec Forestier et la victoire par équipes. Louis Bergaud est 2e du classement de la Montagne.
* Le Tour de France a été couru par équipes nationales de 1930 à 1961 puis de 1967 à 1968, année du retour définitif aux équipes de marques.
Marcel Bidot a aussi été organisateur de courses dont Paris-Troyes. Son frère Jean a également été cycliste professionnel.

## Palmarès
- 1920
  - Champion de l'Aube
  - Troyes-Arcis-sur-Aube-Troyes
  - Troyes-Saint-Florentin-Troyes
  - Paris-Rouen
  - 2e de Troyes-Lesmont-Troyes
- 1921
  - Grand Prix d'Épernay
  - Circuit de Touraine
  - 3e de Paris-Soissons
- 1922
  - Paris-Rouen
  - Circuit de Touraine
  - 2e d'Épinal-Belfort-Épinal
- 1923
  - Circuit de Touraine
  - Trophée du Petit Journal
  - 2e du championnat de France militaire
  - 3e de Paris-Nancy
  - 3e du Critérium des Aiglons
- 1924
  - Paris-Bourges
  - 2e du Circuit de l'Aube
  - 3e de Paris-Caen
  - 3e de Paris-Arras
- 1925
  - Paris-Montargis
  - Troyes-Reims-Troyes
  - 2e du Critérium des Aiglons
  - 2e du Circuit du Midi
  - 3e du Tour du Pays basque
- 1926
  - 2e de Paris-Reims
  - 10e du Tour de France
- 1927
  - 2e étape du Trophée de Champagne
- 1928
  - Marseille-Lyon
  - 5e étape du Tour de France
  - 2e du Circuit de Bourgogne
  - 8e du Tour de France
  - 10e de Paris-Tours
- 1929
  -  Champion de France sur route
  - 1re étape du Tour du Pays basque
  - 12e étape du Tour de France
  - 2e du Tour du Pays basque
  - 6e du championnat du monde sur route
  - 7e de Paris-Tours
- 1930
  - 2e de Paris-Tours
  - 5e du Tour de France
- 1931
  - Circuit de l'Allier
  - 2e de Paris-Brest-Paris
  - 2e de Paris-Belfort
  - 2e de Paris-Rouen
- 1932
  - Poitiers-Saumur-Poitiers
  - 3e de Paris-Angers
- 1933
  - 2e de Paris-Troyes
  - 2e de Belfort-Strasbourg-Belfort
- 1934
  - Paris-Troyes
- 1935
  - 2e de Paris-Troyes
- 1936
  - Tour des Vosges
  - 3e de Paris-Limoges

## Résultats sur le Tour de France
6 participations
- 1926 : 10e
- 1927 : abandon (9e étape)
- 1928 : 8e, vainqueur de la 5e étape
- 1929 : 16e, vainqueur de la 12e étape
- 1930 : 5e
- 1932 : 30e